# 8:2-Fluortelomeralkohol
8:2-Fluortelomeralkohol (8:2-FTOH) ist eine chemische Verbindung, die zur Gruppe der Fluortelomeralkohole innerhalb der per- und polyfluorierten Alkylverbindungen (PFAS) gehört.

## Gewinnung und Darstellung
8:2-FTOH wird mittels Telomerisation hergestellt, wovon sich auch der Name ableitet.

## Verwendung
Mit perfluorierten Tenside werden verschiedene Verbraucherprodukte wie Textilien oder Lebensmittelverpackungen ausgerüstet, um ihnen wasser- und fettabweisende Eigenschaften zu verleihen. 8:2-FTOH kann als Verunreinigung in Endprodukten wie Papier oder Karton für Lebensmittelverpackungen enthalten sein.

## Biologische Bedeutung
Die Produkt-Verunreinigungen können aus den Materialien hinaus migrieren.
8:2-FTOH kann zu Perfluoroctansäure (PFOA) abgebaut werden, welche in der Umwelt persistent ist.

## Regulierung
Da 8:2-FTOH eine Perfluorheptylgruppe enthält und damit die Definition eines PFOA-Vorläufers laut Stockholmer Übereinkommen sowie EU-POP-Verordnung erfüllt, unterliegt der Stoff einem weitreichenden Verbot.